# Llívia
Llívia (42°27′36″B 1°58′48″Đ / 42,46°B 1,98°Đ) là một thành phố nằm ở vùng Cerdanya, tỉnh Girona, Tây Ban Nha, một phần lãnh thổ của Tây Ban Nha được bao bọc hoàn toàn bởi lãnh thổ Pháp (tỉnh Pyrénées-Orientales). Thành phố tự trị Llívia có dân số khoảng 1252 (2005).
Llivia là một phần bị chia tách khỏi Tây Ban Nha bởi một hành lang rộng chừng 2 km gồm hai thị trấn của Pháp là Ur và Bourg-Madame.